# غوستافو بونس
غوستافو بونس (بالإسبانية: Gustavo Ponce)‏ هو رياضياتي فنزويلي، ولد في 20 أبريل 1952 في فنزويلا.